# Aselliscus
Aselliscus är ett släkte av fladdermöss. Aselliscus ingår i familjen rundbladnäsor.

## Utseende
Dessa fladdermöss når en kroppslängd (huvud och bål) mellan 38 och 45 mm och en svanslängd mellan 20 och 40 cm. Underarmarna som bestämmer djurets vingspann är 35 till 45 mm långa. Aselliscus stoliczkanus är med 6 till 8 gram tyngre än Aselliscus tricuspidatus som når 3,5 till 4 gram. Pälsen har en brun till grå färg. Hudflikarna vid näsan (bladet) liknar en hästsko som toppas av tre knölar. Aselliscus skiljer sig även i detaljer av skallens och tändernas konstruktion från närbesläktade fladdermöss.

## Utbredning och habitat
Aselliscus stoliczkanus förekommer på fastlandet i Sydostasien från södra Kina till norra Malackahalvön. Utbredningsområdet för Aselliscus tricuspidatus sträcker sig från Moluckerna över Nya Guinea till Vanuatu. Angående habitatet är dessa fladdermöss troligen mycket variabel.

## Ekologi
Individerna vilar allmänt i grottor. Där bildar de stora grupper med 40 till 50 medlemmar. I sällsynta fall bildas kolonier med flera hundra individer. De håller vanligen 30 till 40 cm avstånd från varandra. Honor har oftast en unge och ibland två ungar per kull.

## Taxonomi
Arter enligt Catalogue of Life:
- Aselliscus stoliczkanus
- Aselliscus tricuspidatus